# Blemish
Blemish (с англ. — «Изъян») — шестой студийный альбом британского исполнителя Дэвида Силвиана, выпущенный в мае 2003 года на инди-лейбле Силвиана Samadhisound.
После расторжения контракта с Virgin Records Силвиан построил домашнюю студию Samadhi Sound Studio, где в начале 2003 года записал Blemish. Альбом был вдохновлён распадом отношений Силвиана с его женой Ингрид Чавес и стал поворотным моментом в творчестве Силвиана, поскольку его тексты стали более личными, открытыми и менее завуалированными. Желая найти для себя новый музыкальный язык, он записал альбом за относительно короткий срок — шесть недель, импровизируя на ходу. В записи альбома приняли участие гитарист в жанре свободной импровизации Дерек Бейли и электронный музыкант Fennesz.
Альбом экспериментален в плане использования электроники и звука и знаменует собой резкий поворот в музыкальной карьере Силвиана, двигаясь в эмбиентном направлении и содержа меньше мелодических элементов. Силвиан считал, что альбом «послужил для него катарсисом» и что запись альбома помогла ему справиться с тяжёлыми эмоциями. Изначально Blemish был выпущен только в интернете, но когда альбом привлёк внимание дистрибьюторов, Силвиан основал лейбл Samadhi Sound, который выпустил альбом в продажу в середине 2003 года. Несмотря на то, что альбом оттолкнул некоторых фанатов, он имел успех у музыкальных критиков, которые хвалили его мрачный, личный тон. Осенью 2003 года Силвиан гастролировал в поддержку альбома, а в феврале 2005 года был выпущен альбом ремиксов под названием The Good Son vs. The Only Daughter, содержащий ремиксы на каждую из песен Blemish, сделанные международными продюсерами.

## Предыстория
Предыстория альбома связана с затяжными судебными разбирательствами Дэвида Силвиана с лейблом Virgin Records, которые закончились, когда Силвиан был освобождён от контракта. В последние годы работы на лейбле Силвиан считался «исторической диковинкой» в их каталоге, а не «надёжным вложением в бизнес», поскольку у него была развитая культовая аудитория, но коммерческий успех был весьма ограниченным. Хотя музыкант и готовил для Virgin сборники своих работ, он считал этот процесс творческим тупиком, но, несмотря на желание «начать всё сначала», не получил поддержки от лейбла. Он чувствовал, что индустрия не поддержит работу, которую он хотел создать, и, уйдя из Virgin, стал более самостоятельным, построив домашнюю студию Samadhi Sound Studio в своём доме в Нью-Гэмпшире в течение года. Альбом Blemish, записанный без контракта, стал первым из нескольких проектов Силвиана после его ухода с лейбла.
Также альбом стал реакцией на разрыв отношений Силвиана с его женой — американской певицей Ингрид Чавес. Силвиан использовал Blemish, чтобы направить свои эмоции «в русло творческого катарсиса», по словам журнала Flux, используя своё несчастье, чтобы «заглянуть глубже в тёмные уголки своего сознания. Как только вы окажетесь в затруднительном положении, вы можете продолжать копать и посмотреть, как далеко вы сможете зайти, а также использовать этот опыт, чтобы изгнать некоторых скрытых демонов». Силвиан сказал, что у него было «ощущение травмы», с которым нужно было разобраться, и он «хотел выбраться» из этого, добавив: «Я использовал эмоции, чтобы ещё глубже погрузиться в тёмные уголки собственного разума, чтобы посмотреть, как далеко я могу зайти, что я там найду и смогу ли я дать этому голос». Силвиан объяснил, как альбом стал для него своего рода терапией: 

Я не знал, как справиться с эмоциональной стороной вещей. Как только я вошёл в студию и закрыл дверь, я почувствовал себя в безопасности, свободным, чтобы разобраться в эмоциях, которые были в основном негативными и связаны с моими отношениями с женой. Я хотел погрузиться в них гораздо глубже, чем в повседневной жизни. «Как далеко можно зайти с такими чувствами и куда они могут привести?» В то же время я погружаюсь в то, во что не стоит погружаться, потому что вы не знаете, насколько легко вам будет выбраться из этого в конце дня. Было какое-то волнение. 

 Это было очень освобождающе. Об этом странно говорить, потому что, очевидно, я переживал развод, и это было очень болезненно, но, когда я заходил в студию и закрывал дверь, я позволял себе заглянуть в самые тёмные уголки своего сердца и разума, чтобы раскрыть то, что там было. И я чувствовал, что в жизни это довольно опасно — я бы не стал этого поощрять, — но в творческом процессе кажется невероятно освобождающим иметь возможность обратиться к этим более негативным, тёмным эмоциям и признать их. Итак, я работал над альбомом каждый день в течение, кажется, шести недель, и каждый день я более или менее писал по треку, со временем дорабатывал их, а в конце каждого дня прослушивал то, что сделал, и был в восторге от того, что услышал, что было странным для меня, учитывая суть материала. Но я чувствовал: «Боже, это не похоже ни на что из того, что я когда-либо делал, или на что-то, что я когда-либо слышал», так что это было очень захватывающе. 

 Итак, как только я покинул этот чудесный кокон, в котором можно было исследовать эти эмоции, я вернулся в реальный мир этих эмоций, и это было по-прежнему очень трудное время, но, как, по-моему, сказал Роберт Лоуэлл, «из уродливых эмоций иногда рождается прекрасная поэзия», и это определённо относится к Blemish.

## Запись
Альбом Blemish был спродюсирован Силвианом и записывался в течение шести недель с февраля по март 2003 года в его студии Samadhi Sound. Работа над альбомом шла быстро, что позволило певцу не зацикливаться на текстах; он описал процесс записи как очень стремительный: «Ты записываешь что-то импровизированное на гитаре на жёсткий диск и сразу же реагируешь на это в лирическом плане. Через пару часов у тебя уже есть полный набор текстов и мелодическая линия. Поэтому я записывал это на месте, что позволяло мне быть менее осторожным в том, что я раскрывал». После быстрой записи альбома он был оставлен в «естественном состоянии», что, по словам Силвиана, было противоположностью «созданию чего-то слишком продуманного и отточенного». Журнал Flux пишет, что эта импровизационная природа придаёт альбому «искреннее ощущение срочности». Рецензент Крис Джонс почувствовал, что «уникальная импровизированная запись Силвиана» освободила его от «прежнего чувства драгоценного перфекционизма».

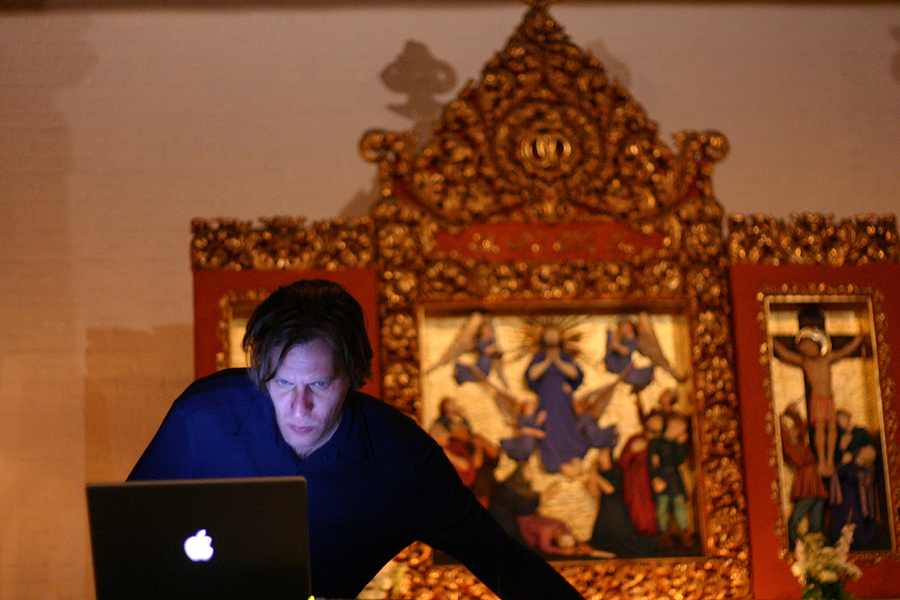
Кристиан Феннес участвовал в коллаборации с Силвианом над созданием Blemish.

Силвиан импровизировал бо́льшую часть Blemish в одиночку, за исключением трёх треков с гитаристом, работающий в жанре свободной импровизации, Дереком Бейли и одного трека с электронным музыкантом Кристианом Феннесом, который присоединился к записи через две недели после её начала, когда Силвиан уже закончил четыре песни. Он хотел работать с музыкантом, который изучал современные системы виртуальной фильтрации, но не смог найти никого, кто соответствовал бы его эстетике. Вместо этого во время записи альбома Феннес связался с Силвианом по поводу работы, в которой он хотел бы принять участие, «и таким образом, окольными путями», Силвиан нашёл идеального соавтора для записи. Это было не похоже на предыдущие сольные проекты Силвиана, в которых он искал музыкантов, которых заранее считал идеальными. Тем временем он предложил Бейли записать альбом на совместном концерте с Майло Файном; хотя Бейли согласился, он не понимал, почему Силвиан обратился именно к нему.
Силвиан решил, что его предыдущий альбом Dead Bees on a Cake (1999 г.) достиг вершины в жанре поп-музыки, и, приступая к работе над Blemish, он хотел «избавиться от прошлого и найти для себя совершенно новый вокабуляр. Сначала ты действуешь, руководствуясь чистой интуицией. Вы не знаете, куда идёте; позже вы начинаете понимать, куда вас ведёт вокабуляр и как заставить его говорить с вами на более глубоком уровне». Помимо новых звуковых экспериментов в альбоме, голос Силвиана, сохраняя его фирменное вибрато, напоминающее Брайана Ферри, был тщательно записан на микрофон, а его гармонии были записаны с двойным дубляжом. Силвиан размышлял о сессиях звукозаписи: «Переживать эти эмоции было очень трудно, но найти для них голос было так очищающе, и после этого шестинедельного периода я почувствовал, что проработал с некоторыми очень сложными эмоциями. Я почувствовал огромное облегчение».

## Концепция и темы
Тексты песен, повествующие о разводе Силвиана с Ингрид Чавес, в альбоме Blemish более честны и эмоционально открыты, чем в предыдущих альбомах, несмотря на «многочисленные искажения чёткой линейной мысли», по словам критика Энди Келлмана. Силвиан, который назвал пластинку «портретом человека в кризисе», раньше не работал со «сложным набором эмоций», которые ещё не были разрешены в его музыке, и на этот раз, находясь в середине своего разрыва, «не было никакого разрешения, не было возможности спроецировать это на материал — искусственное ощущение, что в конце концов всё будет хорошо, всё разрешится, всё будет в порядке. В материале ничего такого не было. Это было в пылу тех сложных эмоций, когда я пытался взглянуть им в лицо и не отводить взгляд». Силвиан задумал текст, чтобы исследовать «всё, с чем я не мог столкнуться лицом к лицу в реальной жизни», и глубже погрузился в эмоции, «которые изначально не были глубокими», такие как ненависть, чтобы посмотреть, как далеко он может зайти. Силвиан объяснил: «Уровень ненависти, который я испытывал, не был таким сильным, но мне хотелось узнать, каково это. Это было похоже на автоматическое письмо».
Музыкант чувствовал, что выражение гнева изменилось с возрастом, и это изменение отразилось в соответствующих частях Blemish: «<…> возрастом это переваривается и проявляется совершенно по-другому. В композиции могут быть микробиты, которые выражают гнев гораздо более лаконично, чем мощный аккорд или яростный вокал. Я имею в виду, что „The Only Daughter“ — это произведение, полное убийственных чувств. Возможно, это описание уже совершённого убийства». Тем не менее Дэйв Гэван из The Quietus считает, что «Blemish — на удивление спокойный альбом для разводов», выделяя строчки «The trouble is it’s impossible to know who’s right and who’s wrong» (рус. «Проблема в том, что невозможно понять, кто прав, а кто виноват») из заглавной песни. Хотя Силвиан отрицает какое-либо патологическое прощение в «справедливости» текста, он, тем не менее, признал, что «можно увидеть сквозь гнев и понять, что степень испытываемой тобой боли окрашивает всё вокруг. Так что в конце концов нет ни плохого, ни хорошего. Очевидно, что это так. Чтобы построить отношения, нужны двое, и у разных людей разные потребности. Я не мог воспринимать себя настолько серьёзно, чтобы думать, что моя точка зрения была единственной». Певец чувствовал, что, хотя развод и послужил толчком к созданию Blemish, «я думаю, что у него есть нечто большее, чем это».

## Композиция и стиль
Blemish — это надломленный, резкий, сырой и интимный экспериментальный альбом, сочетающий в себе эмбиент и песни Силвиана. Силвиан, назвавший альбом «импровизированным набором сюит для гитары, электроники и голоса», в половине песен выступает один, в сопровождении электроники и гитары, а в остальных песнях — с Бейли и Феннесом. Последний музыкант привносит в запись элементы глитч-музыки. в то время как неровная гитарная работа Бейли, который, по словам одного из рецензентов, перебирает струны так, «как будто их заменили ржавой колючей проволокой», дополняет «более грубый материал» альбома и печальный голос Силвиана. Гитара Бейли звучит низко в миксе и появляется в особенно минималистичных треках. Писатель Дэвид Туп почувствовал в записи важное ощущение пространства, которое создаётся за счёт использования обстановки комнаты, в которой она была записана, и объяснил: 

Запись начинается в комнате, поэтому она начинается как запись. Не так много записей начинается в комнатах в этот момент времени; это не столько записи, сколько накопление данных. Характерные колебания лампового усилителя, вибрато со средней скоростью и высокой интенсивностью, вводят нас в пространство комнаты и её атмосферу. Никаких гейтов, фильтрации или навязчивого эквалайзера; просто коробка поёт сама себе. Никаких сыгранных нот; только ударная волна время от времени. Другая гитара, находящаяся дальше в комнате, взрывается в искажённом, обрезанном звучании. Говорят усилители или корпус гитары; скорее, это каркас, чем системная структура. «I fall outside of her» (рус. «Я выпадаю из неё»), — поёт Дэвид Силвиан. Чем менее «реальным» становится молчание (в комнате до и после того, как зазвучала музыка), окружающее записанную музыку, тем интереснее становится настоящее молчание.
В песнях альбома отсутствует традиционная мелодия, а также стандартные поп-структуры. Вместо этого вокал Силвиана служит единственной линией мелодии и контрапунктом, скрепляющим музыку воедино. Это отход от более ранних записей Силвиана, хотя его фирменный вокал с вибрато остаётся неизменным. Большинство песен основаны на одном аккорде, хотя, по словам Джонса, материал не превращается в дроун-музыку из-за пристального внимания, «которое вознаграждается глитчёванным роем насекомых». По словам биографа Мартина Пауэра, музыка часто представляет собой не более чем «эхо гитарного аккорда или лёгкую клавишную партию», в то время как рецензент Ник Саутхолл говорит, что мелодии «разбираются на части так медленно и нарочито, что можно увидеть стыки и механизмы поп-музыки, целенаправленное аналоговое потрескивание становится „ласточкой“ для маленькой песни, ставшей длинной, сухая, медлительная драматичность его голоса, одновременно древнего и современного, становится шестерёнкой для монолога в стиле поп-оперы».
Хотя намёки на тревожный фон альбома прослеживаются на протяжении всего Blemish, Энди Келлман из AllMusic сказал, что послания скрыты за «тщательно подобранными звуками», такими как хлопки в ладоши, дребезжание тележек для покупок и фрагменты деликатной гитарной работы Бейли, а также нелинейные тексты Силвиана. В то время как вокал Силвиана находится в центре внимания, его микшируют очень громко, пока он не приобретает «конфронтационное» и «физическое присутствие», когда Силвиан воспроизводит его. Blemish — это также первый альбом, в котором Силвиан искажает и нарезает свой голос новым, неестественным образом. Сам Бейли год спустя сказал об альбоме, что, по его мнению, Силвиан «работает с ним довольно хорошо по сравнению с тем, что делаю я. Он поёт не так, как я играю. <…> У меня сложилось впечатление, что его голос настолько самобытен, что все композиции звучат одинаково — очень особенный голос и особенные слова, но у меня сложилось впечатление, что все они одинаковы».

### Песни
«Blemish», который задает тон всему альбому, представляет собой минималистичный и церебральный трек, который на протяжении почти 14 минут содержит звуки с сильным эхом, которые нарастают и затихают с «тревожной, но пониженной громкостью», в то время как Силвиан своим вокалом пот такие строки, как «I fall outside of her» (рус. «Я выпадаю из неё») и «Life’s for the taking, so they say, take it away» (рус. «Жизнь дана для того, чтобы её брать, так говорят, забери её»). В Tiny Mix Tapes сочли, что трек подчёркивает голос Силвиана, а также «отражает экспериментальный стиль Феннеса и Бейли», несмотря на то, что ни один из них не появился на треке. Во время пауз между словами Туп отмечал «кратковременные изменения в тоне, низкочастотные колебания в ткани» и обращал внимание на близость каждого звука в песне, особенно «голоса, небольших вкраплений шума, усилитель вибрато, плывущего, колеблющегося тона, едва заметных отголосков цифровой среды. Ничто не скрыто, не удалено, не отделено, не усилено. Голос — это обнажённый мужчина, сидящий в комнате, в которой нет ничего, кроме дрожащих, прерывистых звуковых волн».

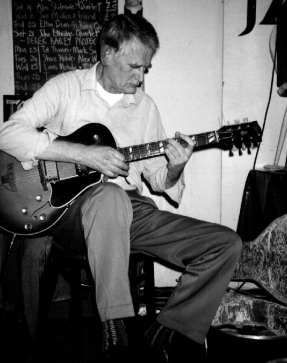
Дерек Бейли (фото 1991 года).

В одной из трёх песен с участием Бейли, «The Good Son», текст кажется почти саркастичным в своём подходе к душевным терзаниям Силвиана, что, по словам Тупа, является примером того, как певец работает в «зоне физического дискомфорта». Гитарные партии Бейли звучат неожиданно, и, по словам Келлмана, они «скорее поддерживают голос Силвиана, чем усиливают его». Слышна обратная связь между другой гитарой и усилителем в глубине студии. В песне «The Only Daughter» вокал Силвиана прерывается и обрывается в нескольких местах, а атмосфера песни дополняется тихим потрескиванием и фоновыми звуками. В своей биографии Силвиана Пауэр считал, что тема песни связана с «жизнью, отравленной и впоследствии освобождённой от ожиданий служения».
В колеблющейся песне «The Heart Knows Better», содержащей относительно простое послание об искуплении, звучит дрожащий открытый гитарный аккорд и медленное вибрато. В «She Is Not» звучит гитара Бейли, а в «Late Night Shopping» — «интонации, похожие на мантру», которые, по словам Джонса, усиливают ощущение агорафобии, возникающее при прослушивании текста «We can take the car. No one will be watching» (рус. «Мы можем взять машину. Никто не будет смотреть»). В песне звучит дублированный голос Силвиана, трёхнотная басовая партия и хлопки в ладоши, а на заднем плане слышны визг и скрип. По словам Саутхолла, хлопки в ладоши помогают придать песне «узнаваемую форму».
В последней песне с участием Бейли — «How Little We Need to Be Happy» — есть разговорный текст, в то время как, по словам Тупа, гитара Бейли формирует слова, «извлекая гармонический подтекст из приглушённых аккордов, которые выстраиваются в линию, как старики на несколько шагов, а затем разбиваются зеркальными осколками». Начинаясь с выдержанного тона, ключевая песня «A Fire in the Forest» завершает альбом «разбитым чувством оптимизма». Песня в аранжировке Феннеса состоит из «переплетённых фрагментов», мелодия которых едва проступает, в то время как Силвиан поёт о своём «стремлении достичь солнечного света, который ждёт его над серыми небесами». Туп считал, что «это песня, в которой куплеты становятся припевами», а Крейг Роузберри из Billboard назвал песню «спокойной, поэтичной и задумчивой».

## Выпуск и продвижение
Изначально Blemish был доступен только в интернете, на личном сайте Силвиана. Он принял такое решение, полагая, что в музыкальной индустрии альбом будут называть «сложным», что будет препятствовать его распространению, и решил, что создание сайта, на котором можно было бы выпустить его без посторонней помощи, всё равно привлечёт внимание тех, кому он интересен. Однако после того, как многообещающие первые отзывы об альбоме вызвали большой интерес, дистрибьюторы заинтересовались Blemish, и Силвиан решил создать собственный лейбл, который мог бы выпустить альбом в более широком масштабе. В конце концов, 24 июня 2003 года его недавно созданный лейбл Samadhi Sound выпустил Blemish по всему миру. На обложке альбома, разработанной Юкой Фудзи и Ацуси Фукуи, на внутреннем развороте изображён Силвиан, толкающий тележку с покупками через заснеженный лес.
В конце 2003 года Силвиан отправился в турне A Fire in the Forest в поддержку альбома Blemish, выступая в Великобритании, Италии, Франции, Германии и Нидерландах с группой, в состав которой входили Стив Джансен и Масацу Такаги. Они использовали только клавишные, ноутбуки и одну гитару. Несмотря на то, что песни из альбома были воссозданы с большой тщательностью и «некоторой интенсивностью», некоторые критики были разочарованы некоторыми выступлениями, в том числе Ник Хастед из The Independent, который посчитал, что сентябрьское выступление группы в Королевском фестивальном зале в Лондоне было отмечено «чувством почти кататонического подавленного отчаяния».
7 сентября 2005 года Samadhi Sound выпустили альбом The Good Son Vs. The Only Daughter (The Blemish Remixes) — альбом ремиксов на каждую из песен Blemish, созданных разными продюсерами разных национальностей. Это решение было принято Силвианом, который хотел, чтобы международный выбор ремиксеров отражал «глобальный» имидж Samadhi Sound. Он был доволен альбомом ремиксов, говоря, что, в отличие от других альбомов такого типа, которые, по его мнению, были лишь умеренно успешными, поскольку ремиксеры часто предпочитали работать над собственным материалом, а не получать деньги за ремиксы чужих работ, The Blemishes Remixes дали ему и лейблу возможность наладить отношения с такими музыкантами, как Бёрнт Фридман и Акира Рабле, что в конечном итоге могло привести к будущему сотрудничеству. Он также считал, что альбом ремиксов помог раскрыть «эмоциональную суть или аспекты» оригинальных песен Blemish и поместить их в новый контекст, чтобы увидеть, «как они находят отклик».

## Отзывы критиков
| Совокупная оценка             | Совокупная оценка |
| Источник                      | Оценка            |
| ----------------------------- | ----------------- |
| Metacritic                    | 76/100            |
| Оценки критиков               |                   |
| Источник                      | Оценка            |
| AllMusic                      | [ 12 ]            |
| Encyclopedia of Popular Music | [ 21 ]            |
| Magnet                        | 7/10              |
| Mojo                          | 7/10              |
| Stylus Magazine               | C                 |
| Tiny Mix Tapes                | [ 15 ]            |
| Uncut                         | [ 22 ]            |

Альбом Blemish получил положительные отзывы музыкальных критиков, многие из которых отметили неожиданное, более мрачное новое направление Силвиана. На сайте Metacritic, который присваивает рецензиям критиков нормализованную оценку по шкале от 0 до 100, альбом получил средний балл 76, что указывает на «в целом положительные отзывы» на основе шести рецензий. В Uncut альбом назвали «неожиданной» и «чрезвычайно трогательной и потенциально радикальной записью», назвав сотрудничество с Дереком Бейли «удивительным» и «блестящим», а также назвали его лучшей работой Силвиана со времён Brilliant Trees (1984 г.). В журнале Magnet написали, что Силвиан стал ещё грандиознее, когда «наполненный обычными, если не сказать заезженными мелодиями», описывающий Blemish как «тончайшую оперу из изменённых, дрожащих звуков». Журнал Mojo охарактеризовал альбом как «гораздо более лаконичный и свободный, чем мы привыкли от Дэвида Силвиана». Ник Саутхолл, рецензент Stylus Magazine, назвал Blemish «не грустным и не счастливым альбомом, а странным наблюдением и рецидивом». Журнал Under the Radar был менее благосклонен, заявив, что «искренняя эмоциональность Силвиана, которую он выставляет напоказ, не впечатляет».
Энди Келлман из AllMusic назвал Blemish «произведением, полным прекрасной, опустошающей хрупкости» и «непредвиденным поворотом, который сделал Дэвид Силвиан, записав восемь своих самых обнажённых, мучительных и напряжённых песен, ни одна из которых не является ни приятной, ни хоть сколько-нибудь успокаивающей». Дэвид Туп, в своей рецензии для журнала The Wire, похвалил продюсерскую часть за изобретательное использование окружающего пространства. Крис Джонс из BBC сказал, что альбом «поражает своей оригинальностью», а в Tiny Mix Tapes отметили, что пластинка более цельная, чем ранние работы Силвиана, но не понравилась в те моменты, когда альбому «позволено размышлять». Крейг Росберри из Billboard отметил, что «хотя некоторые композиции балансируют на грани между самоанализом и потаканием своим слабостям, лучшие из них блестяще передают сквозные темы альбома: разрушенные отношения, эмоциональные потрясения, искупление, истина и духовное просветление».
The Wire поставил альбом на 2-е место в своём списке «50 лучших альбомов 2003 года». Силвиан считал, что отсутствие лирического тщеславия в Blemish стало ключом к его успеху, назвав его своей самой «неосторожной» работой, «минималистичной по оформлению». Тем не менее многие его поклонники были озадачены альбомом. Силвиан объяснил, что, по его мнению, некоторые фанаты разделяли его катарсис при прослушивании Blemish, в то время как другие сочли его «самой недоступной из моих записей. Некоторым он очень не понравился». Он отметил, что «Blemish — это альбом, над которым людям нужно поработать. То, что люди готовы сделать именно это, потратить некоторое время на то, чтобы разобраться в этом, — что ж, это проявление истинной щедрости с их стороны». Сравнивая альбом с другими альбомами на схожую тематику, такими как Blood on the Tracks (1975 г.) Боба Дилана и Tonight’s the Night (1975 г.) Нила Янга, журнал Flux отметил, что альбом был «новаторским» и «первопроходческим». Джесс Харвелл из Pitchfork Media назвал Blemish «маленьким шедевром», а Крис Дален с того же сайта позже сказал, что это «возможно, самый мощный альбом, который он когда-либо записывал. Это редкий случай, когда артист использует свою зрелость, чтобы показать больше боли, чем в юности».

## Список композиций
Слова и музыка всех песен — Дэвид Силвиан, за исключением отмеченных.
| №                   | Название                         | Автор(ы)                       | Длительность |
| ------------------- | -------------------------------- | ------------------------------ | ------------ |
| 1.                  | «Blemish»                        |                                | 13:42        |
| 2.                  | «The Good Son»                   | Дерек Бейли, Дэвид Силвиан     | 5:25         |
| 3.                  | «The Only Daughter»              |                                | 5:28         |
| 4.                  | «The Heart Knows Better»         |                                | 7:51         |
| 5.                  | «She Is Not»                     | Дерек Бейли, Дэвид Силвиан     | 0:45         |
| 6.                  | «Late Night Shopping»            |                                | 2:54         |
| 7.                  | «How Little We Need to Be Happy» | Дерек Бейли, Дэвид Силвиан     | 3:22         |
| 8.                  | «A Fire in the Forest»           | Дэвид Силвиан, Кристиан Феннес | 4:14         |
| Общая длительность: | Общая длительность:              | Общая длительность:            | 43:41        |

| №                   | Название            | Длительность |
| ------------------- | ------------------- | ------------ |
| 9.                  | «Trauma»            | 5:42         |
| Общая длительность: | Общая длительность: | 49:23        |

## Участники записи
- Дэвид Силвиан — вокал, продюсер, звукоинженер, сведение
- Дерек Бейли — гитара
- Кристиан «Fennesz» Феннес — аранжировщик, электроника
- Тоби Храйс-Робинсон — звукоинженер
- Юка Фудзи — художественное направление, дизайн
- Ацуси Фукуи — оформление обложки

## Чарты
| Чарт (2003 г.)               | Позиции в чартах |
| ---------------------------- | ---------------- |
| Италия (Classifica album)    | 58               |
| Япония (Oricon Albums Chart) | 199              |